# Fritz Tischendorf
Fritz Tischendorf (* 1891 in Braunsdorf bei Gera; † nach 1970) war ein deutscher Landschaftsmaler und Porträtist.
Tischendorf war bis 1970 in der Stadt Kahla tätig.

## Ausstellung
- Jenaer Landschaft in Malerei und Graphik aus 5 Jahrhunderten, Stadtmuseum Jena 1952